# Neliopisthus elegans
Neliopisthus elegans là một loài tò vò trong họ Ichneumonidae.